# Delta du Paraná
 (octobre 2022).
La mise en forme du texte ne suit pas les recommandations de Wikipédia : il faut le « wikifier ».
Les points d'amélioration suivants sont les cas les plus fréquents. Le détail des points à revoir est peut-être précisé sur la page de discussion.
- Les titres sont pré-formatés par le logiciel. Ils ne sont ni en capitales, ni en gras.
- Le texte ne doit pas être écrit en capitales (les noms de famille non plus), ni en gras, ni en italique, ni en « petit »…
- Le gras n'est utilisé que pour surligner le titre de l'article dans l'introduction, une seule fois.
- L'italique est rarement utilisé : mots en langue étrangère, titres d'œuvres, noms de bateaux, etc.
- Les citations ne sont pas en italique mais en corps de texte normal. Elles sont entourées par des guillemets français : « et ».
- Les listes à puces sont à éviter, des paragraphes rédigés étant largement préférés. Les tableaux sont à réserver à la présentation de données structurées (résultats, etc.).
- Les appels de note de bas de page (petits chiffres en exposant, introduits par l'outil «  Source ») sont à placer entre la fin de phrase et le point final[comme ça].
- Les liens internes (vers d'autres articles de Wikipédia) sont à choisir avec parcimonie. Créez des liens vers des articles approfondissant le sujet. Les termes génériques sans rapport avec le sujet sont à éviter, ainsi que les répétitions de liens vers un même terme.
- Les liens externes sont à placer uniquement dans une section « Liens externes », à la fin de l'article. Ces liens sont à choisir avec parcimonie suivant les règles définies. Si un lien sert de source à l'article, son insertion dans le texte est à faire par les notes de bas de page.
- La présentation des références doit suivre les conventions bibliographiques. Il est recommandé d'utiliser les modèles {{Ouvrage}}, {{Chapitre}}, {{Article}}, {{Lien web}} et/ou {{Bibliographie}}. Le mode d'édition visuel peut mettre en forme automatiquement les références.
- Insérer une infobox (cadre d'informations à droite) n'est pas obligatoire pour parachever la mise en page.

Pour une aide détaillée, merci de consulter Aide:Wikification.
Si vous pensez que ces points ont été résolus, vous pouvez retirer ce bandeau et améliorer la mise en forme d'un autre article.
 (octobre 2020).
Si vous disposez d'ouvrages ou d'articles de référence ou si vous connaissez des sites web de qualité traitant du thème abordé ici, merci de compléter l'article en donnant les références utiles à sa vérifiabilité et en les liant à la section « Notes et références ».

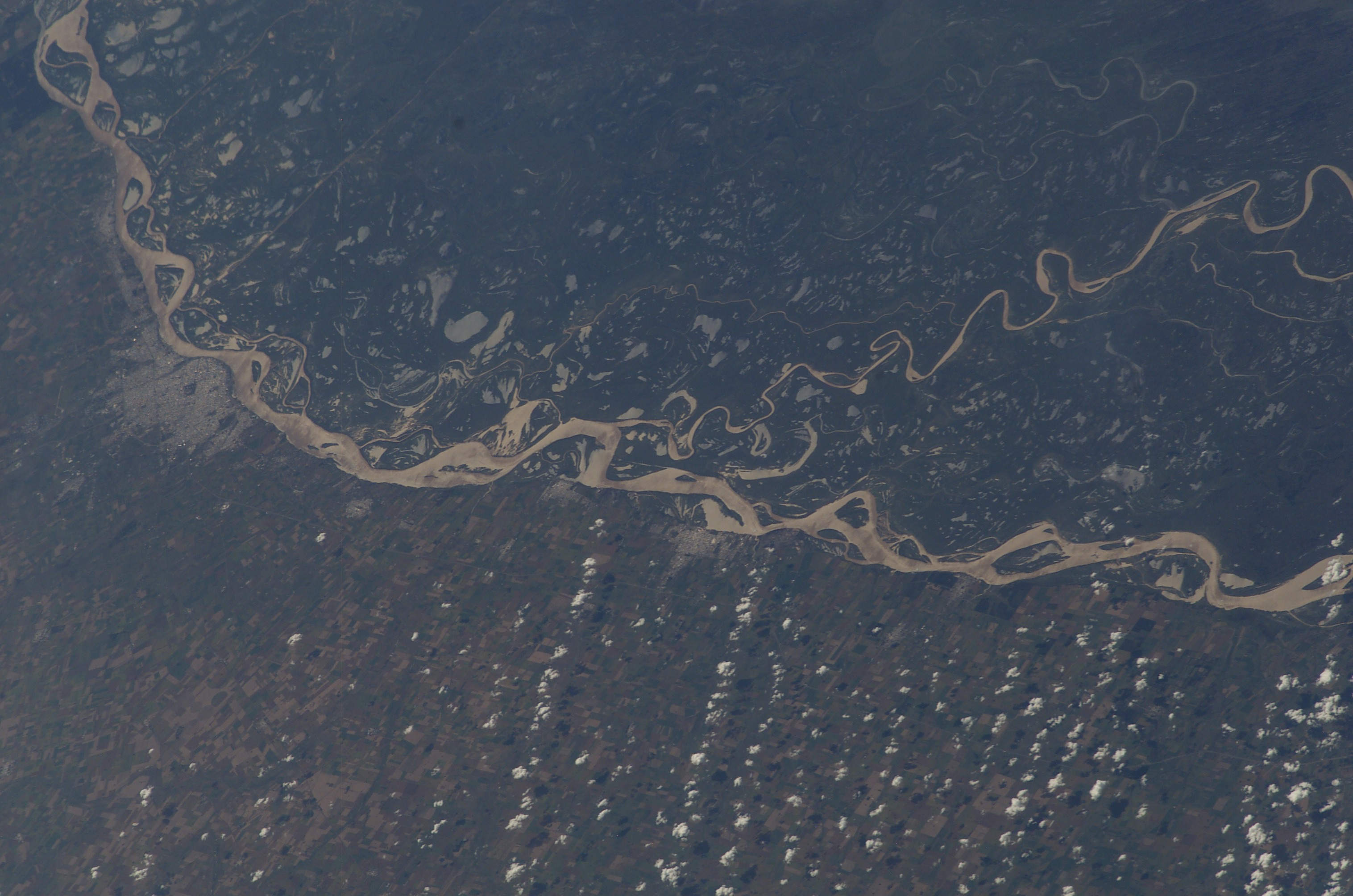
Vue du delta depuis l'espace (Station spatiale internationale - ISS en 2003)

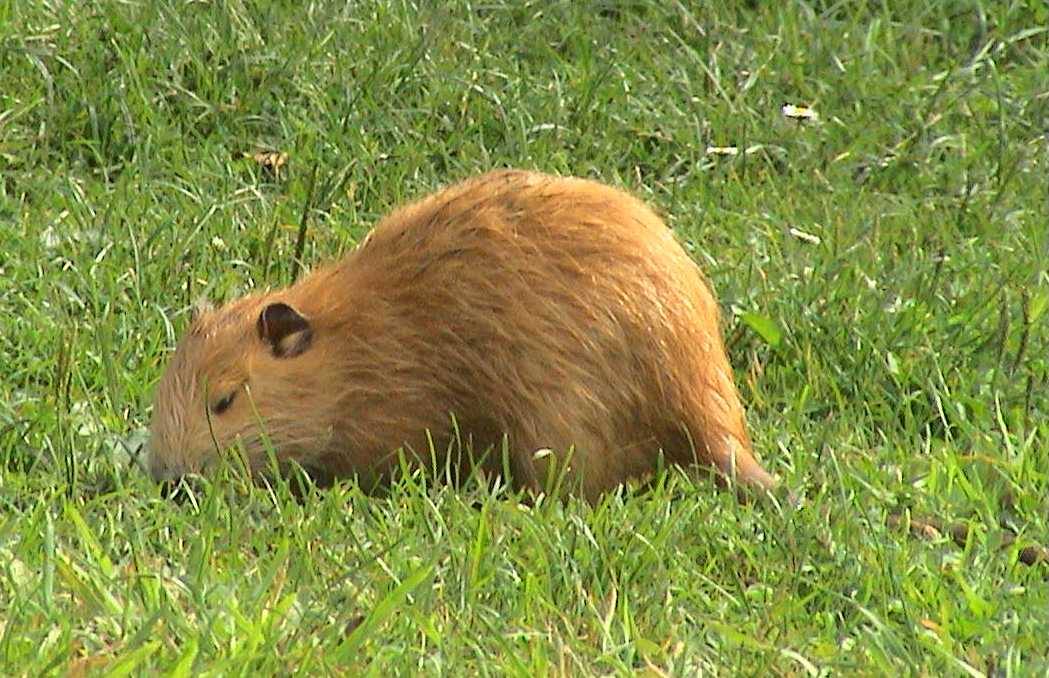
Coypu ou ragondin

Le delta du Paraná, en Argentine, est le delta intérieur du Rio Paraná. Il naît à la hauteur du port de Diamante, dans la province d'Entre Ríos. On le divise en trois grandes régions : le delta supérieur (depuis Diamante, jusqu'à Villa Constitución dans la province de Santa Fe), le delta moyen (depuis Villa Constitución jusqu'à Ibicuy dans la province de Entre Ríos) et le delta inférieur ou en formation (depuis Ibicuy jusqu'à l'embouchure dans le Río de la Plata).
En 1992 le Parc national Predelta a été créé à 5 km de la ville de Diamante. Il a 2 458 hectares.

## Généralités
La longueur totale du delta est d'environ 320 km, et sa largeur de 10-15 km au départ va jusqu'à 60 km. Il charrie 200 millions de tonnes de sédiments (dont la moitié provient du Río Bermejo via le Río Paraguay). Il progresse annuellement dans le Río de la Plata de 50 à 90 mètres, d'après différentes sources. 
Le delta inférieur fut le lieu des premières implantations modernes dans le bassin du Paraná-Plata, et il est aujourd'hui densément peuplé. Il est le centre agricole et industriel de l'Argentine et abrite plusieurs ports de mer majeurs. Le cours principal du Paraná se trouve du côté sud-ouest du delta, et est navigable jusqu'à Puerto General San Martín, légèrement au nord de Rosario, par des bateaux allant jusqu'au type Panamax.

## Bras principaux du delta
Parmi les bras principaux, il faut mentionner le Paraná Pavón, le Paraná Ibicuy, le Paraná de las Palmas, le Paraná Guazú, et les moins importants Paraná Miní et Paraná Bravo.
Le Parana Pavón est la première branche majeure à se détacher du cours principal. Il a un cours tortueux qui débute du côté est en face de Villa Constitución. Entre le Paraná principal (sud-ouest du delta) et le Paraná Pavón se trouvent les îles Lechiguanas. Le Paraná Pavón coule vers l'est puis tourne au sud où il se continue par l'Ibicuy, qui lui-même donne naissance au petit Río Paranacito, un tributaire de l'Uruguay qui passe par Villa Paranacito.
Le Paraná de las Palmas démarre aux environs de l'endroit de l'embouchure du Paraná Ibicuy, en aval de Baradero, coulant d'abord vers l'ouest dans la province de Buenos Aires puis tournant à nouveau vers le sud-est. Il servira de limite sud-ouest au delta. Le Paraná principal situé plus au nord-est, se continue dès lors par la deuxième branche majeure, le Paraná Guazú. À son tour ce dernier engendre deux branches coulant vers l'est en territoire d'Entre Ríos: le Paraná Bravo d'abord, puis le Paraná Miní.
Si bien qu'à l'arrivée dans le Río de la Plata, nous avons quatre branches importantes; soit de l'est-nord-est vers l'ouest-sud-ouest, le Bravo, le Miní, le Paraná Guazú et le Paraná de las Palmas. Ce dernier étant le plus proche de Buenos Aires.

## Écologie
La plaine inondable du fleuve fait partie de l'écorégion du delta du Paraná et des îles. L'écosystème original, spécialement dans le delta inférieur, a été fort modifié par la déforestation, la chasse, la pêche et l'introduction d'espèces étrangères, et endommagé par la pollution industrielle et autre. Il héberge des espèces comme le cerf des marais, le capybara, la loutre de rivière, le chat des pampas, le jaguar et le coypu, certaines en danger.
La région est frappée tout au long de l'année 2020 par une intense sécheresse, provoquant de gigantesques incendies. Au fil des mois des dizaines de milliers d’hectares sont transformés en « déserts de cendres ».

### Aires protégées
Le Parc national Predelta, créé en 1992, protège un échantillon du delta supérieur. Il est situé au sud-ouest de la province d'Entre Ríos, à 6 km au sud de Diamante et a une petite surface de 24,58 km2, occupés par des îles basses sujettes aux inondations, et de lagunes et bras du fleuve.
La Réserve de biosphère du Delta du Paraná (es), située dans la juridiction de San Fernando (au nord de Buenos Aires), a été créée pour protéger et étudier les écosystèmes et promouvoir économiquement et écologiquement les activités dites soutenables. Elle a une étendue de 886 km2, dont 106 km2 constitue la zone centrale.
Le delta est classé site Ramsar depuis le 3 octobre 2015.